# 瑞草洞
瑞草洞（：／ Seocho dong */?）為韓國首爾江南地區瑞草區的一個行政區域，可以細分為瑞草1洞、瑞草2洞、瑞草3洞和瑞草4洞，其主要街道為德黑蘭路。瑞草洞位於首爾江南地區的瑞草區中部東側，是瑞草區的核心地區。

## 概述
瑞草區瑞草洞是從1968年永東第一次土地區劃整理事業開始，隨著江南開發的正式啟動而開始發展的新興都市。瑞草洞和盤浦洞所在的公寓村以及江南大路一帶的辦公樓標誌著新興都市瑞草區的發展。1988年從江南區分離出來時，以瑞草洞的名稱來命名新設的瑞草區。江南開發政策實施後，瑞草洞逐漸成為江南的中心。雖然現在屬於瑞草區瑞草洞，但之前曾隸屬於江南區，而且江南站附近的一半區域仍屬於瑞草洞，因此在媒體中，直至2020年代仍常被誤認為江南區。有時瑞草和江南的名稱會被混用，因此在媒體報導中，有時仍會被稱為江南區瑞草洞。
瑞草洞是江南地區眾多富裕地區之一，擁有包括江南站、新論峴站、教大站附近的多家高級商業設施，以及國立國樂院和國內最大的藝術綜合空間－藝術殿堂。此外，還有大法院、大檢察廳、首爾中央地方法院、首爾中央地方檢察廳、首爾高等法院和首爾高等檢察廳等主要法律機構所在地，是韓國的文化、藝術及司法中心，也是權力的核心。正如上文所述，由於大法院、大檢察廳、首爾中央地方法院和首爾中央地方檢察廳等主要法律機構集中於此，且全國最多的律師事務所也在此聚集，因此關於法律界的新聞常被稱為來自瑞草洞。尹錫悅韓國總統曾居住於瑞草洞，成為韓國歷史上首位在任期間居住超過一週並從此地上下班的總統。瑞草洞鄰接盤浦洞、驛三洞、良才洞和方背洞，其中包括瑞草三星城在內，瑞草洞管轄的江南站一帶商圈約占有全韓國流動人口最多的區域的一半。首爾高等學校、瑞草高等學校、尚文高等學校、良才高等學校（相當於高級中學）等「江南8學群」名校以及瑞草區廳、國立外交院在瑞草洞。

## 外部連結
- Seocho-gu official website （页面存档备份，存于）
- lifeinkorea.com （页面存档备份，存于）
- Seocho-gu map at the Seocho-gu official website
- （韓語） The Seocho 1-dong Resident office （页面存档备份，存于）